# Bordj Ghedir (distrito)
Bordj Ghedir é um distrito localizado na província de Bordj Bou Arreridj, Argélia, e cuja capital é a cidade de mesmo nome, Bordj Ghedir.[carece de fontes?]

## Municípios
O distrito está dividido em cinco comunas:
- Bordj Ghedir
- Belimour
- El Anceur
- Ghilassa
- Taglait